# Verónica Forqué
Verónica Forqué Vázquez-Vigo (Madrid, 1º dicembre 1955 – Madrid, 13 dicembre 2021) è stata un'attrice spagnola.

## Biografia
Attrice di teatro, cinema e televisione, proveniva da una famiglia di artisti teatrali. Sua madre era Carmen Vázquez Vigo, suo padre il regista José María Forqué, mentre suo fratello è il direttore Álvaro Forqué. Iniziò la carriera con particine nei film di suo padre, ma il vero debutto avvenne nel 1972 nel film Mi querida señorita. Continuò a recitare con regolarità per tutto il decennio, lasciando incompiuti gli studi di psicologia. Negli anni ottanta divenne una delle attrici spagnole più popolari e apprezzate, conquistando numerose candidature al Premio Goya.
Il regista con cui lavorò più spesso fu Pedro Almodóvar, che la volle nei film Che ho fatto io per meritare questo? (1984), Matador (1986) e soprattutto Kika - Un corpo in prestito (1993), dove l'attrice sostenne il ruolo dell'omonima protagonista. Lavorò con molti altri grandi cineasti spagnoli, tra i quali Fernando Trueba, Fernando Colomo e Luis García Berlanga. Fu inoltre la voce di Shelley Duvall nella versione spagnola di Shining. Il suo lavoro non si limitò al cinema, ma spaziò anche nella televisione e nel teatro, in questo caso sia come attrice che come regista.
Nel settembre 2005 fu membro della Giuria al Festival del Cinema di San Sebastián. 
Fu sposata con l'attore spagnolo Manuel Iborra, da cui ebbe una figlia, Maria (nata nel 1990).
Il 13 dicembre 2021 fu trovata impiccata, all'età di 66 anni, nella sua abitazione di Madrid dagli agenti della Policía Nacional, apparentemente a seguito di un suicidio. Da tempo l'attrice soffriva di depressione. Lasciò una figlia, Maria Clara, nata dal matrimonio col regista Manuel Iborra, conclusosi con un divorzio.

## Filmografia parziale

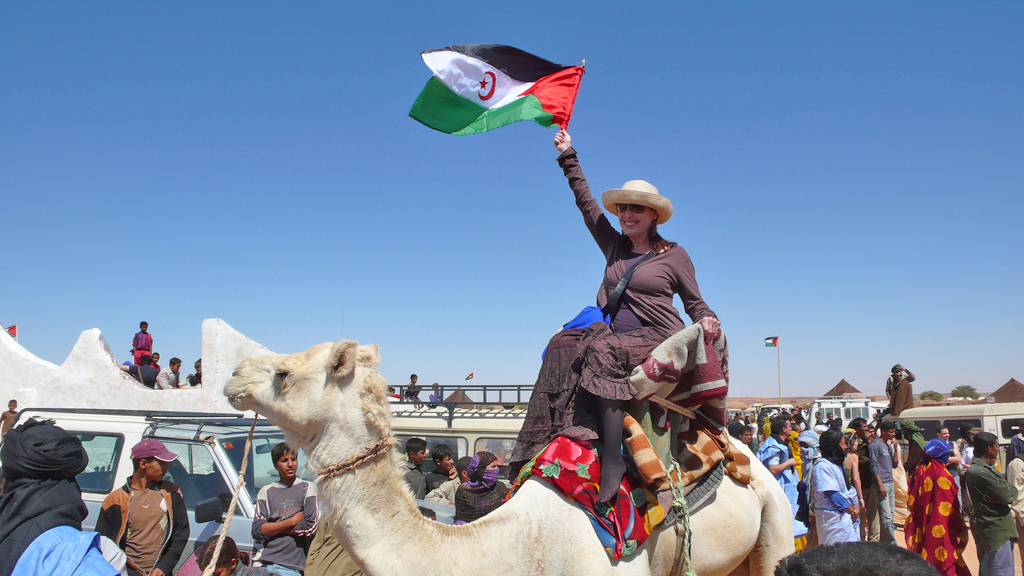
Veronica Forqué nel 2007 al Sahara International Film Festival

### Cinema
- Mi querida señorita, regia di Jaime de Armiñán (1972)
- El segundo poder, regia di José María Forqué (1976)
- Mi scappa la pipì papà (La guerra de papá), regia di Antonio Mercero (1977)
- Mori e cristiani (Moros y cristianos), regia di Luis García Berlanga (1987)
- Che ho fatto io per meritare questo? (¿Qué he hecho yo para merecer esto?), regia di Pedro Almodóvar (1984)
- Matador, regia di Pedro Almodóvar (1986)
- L'anno delle luci (El año de las luces), regia di Fernando Trueba (1986)
- La vita allegra (La vida alegre), regia di Fernando Colomo (1987)
- Salsa rosa, regia di Manuel Gómez Pereira (1992)
- Perché chiamarlo amore quando è solo sesso? (¿Por qué lo llaman amor cuando quieren decir sexo?), regia di Manuel Gómez Pereira (1993)
- Kika - Un corpo in prestito (Kika), regia di Pedro Almodóvar (1993)
- Reinas - Il matrimonio che mancava (Reinas), regia di Manuel Gómez Pereira (2005)

### Televisione
- Goya - miniserie TV, 1 puntata (1985)

## Premi e riconoscimenti
- Premi Goya
  - 1986 - Premio miglior attrice non protagonista per L'anno delle luci
  - 1987 - Premio miglior attrice protagonista per La vida alegre
  - 1987 - Premio miglior attrice non protagonista per Mori e cristiani
  - 1989 - Candidata al Premio miglior attrice protagonista per Bajarse al moro
  - 1993 - Premio miglior attrice protagonista per Kika - Un corpo in prestito